# 小行星6241
小行星6241（6241 Galante）是一颗绕太阳运转的小行星，为主小行星带小行星。该小行星于1989年10月4日发现。

## 轨道参数
小行星6241的轨道半长轴为2.9984987 UA，离心率为0.115。